# Leslie Schwartz

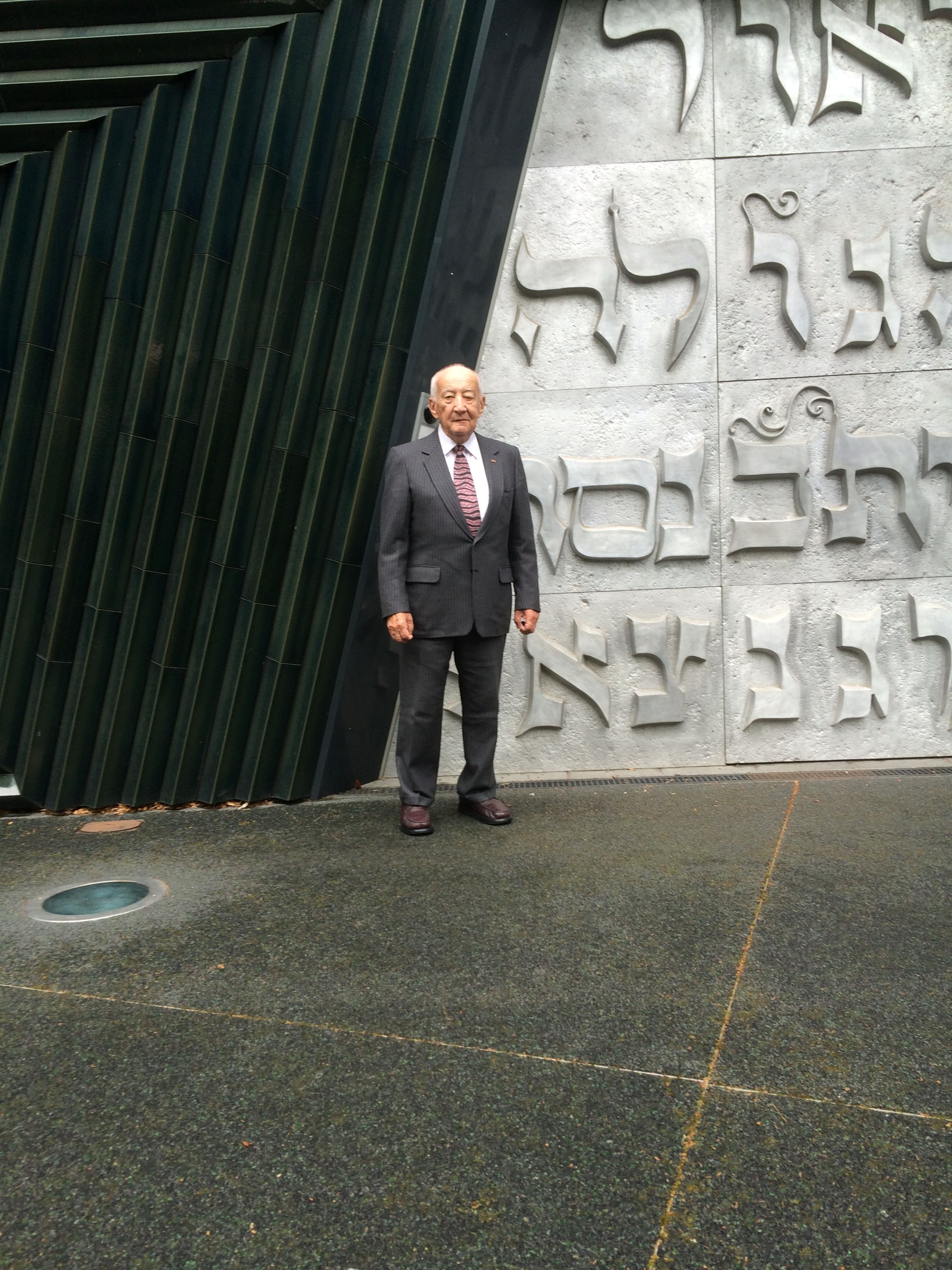
Leslie Schwartz, Eingang der Mainzer Synagoge, Mai 2015

Leslie Schwartz, geboren als Laszlo Schwartz (* 12. Januar 1930 in Baktalórántháza; † 12. Mai 2020 in Miami), war ein ungarisch-amerikanischer Überlebender des Holocaust.

## Leben
Leslie Schwartz (eigentlich Laszlo Schwartz) wurde 1930 als ältester Sohn ungarischer Juden in einer Kleinstadt östlich von Debrecen geboren. Er hatte eine zwei Jahre jüngere Schwester Judith. Sein Vater, der seit seiner Jugend an Kinderlähmung litt, war Besitzer eines Kosmetikladens. Leslie wurde mit 8 Jahren Halbwaise als sein Vater starb. Die Mutter heiratete 1939 erneut. Das Verhältnis von Leslie zu seinem Stiefvater war konfliktbehaftet.
1940 wurde die jüdische Schule, die  Leslie besuchte, geschlossen, und er musste fortan auf eine katholische Schule gehen. Ab 1943 nahmen die Schikanen gegen die ungarischen Juden zu. 1943 verlor er per Gesetz die ungarische Staatsbürgerschaft. Er entkam nur knapp der Deportation in die Ukraine. Im März 1944 besetzte die deutsche Wehrmacht Ungarn (Operation Margarete). Im April wurde die Familie aus der Kleinstadt Baktalórántháza vertrieben und in das Ghetto Kisvarda gebracht. Im Mai wurde die ganze Familie in das Vernichtungslager Auschwitz-Birkenau deportiert. Bei der Selektion nach der Ankunft wurde die Familie getrennt. Seine Mutter und seine Schwester Judith überlebten zwar Auschwitz, wurden aber Opfer eines britischen Torpedos auf einen Kreuzer mit Häftlingen auf der Ostsee. Die sechs Monate alte Halbschwester Eva wurde in Auschwitz ermordet. Leslie kam in die „Kinderbaracke“ und erhielt die rote Nummer 5730.
Mit Hilfe eines Freundes kam er ins Arbeitslager Birkenau und später in das KZ Dachau. Von dort aus wurde er zur Beseitigung von Trümmern nach Bombenangriffen der Alliierten in der bayerischen Hauptstadt München eingesetzt. Im April 1944 wog er nur noch 34 kg. Schließlich kam er nach Mühldorf am Inn, wo er im Mühldorfer Hart beim Bau des Bunkers für die Produktion der Me 262 Zwangsarbeit leisten musste.
Als die Alliierten näher rückten, wurden viele Gefangene in Züge gesteckt und abtransportiert. Am 27. April hielt ein solcher Zug am Bahnhof in Poing. Leslie war einer von 3600 jüdischen Häftlingen, die vom KZ-Außenlagerkomplex Mühldorf mit der Bahn in Richtung Seeshaupt abtransportiert wurden, da das Lager aufgelöst wurde. Beim Aufenthalt in Poing verbreitete sich das Gerücht, der Zweite Weltkrieg sei vorbei. Viele Gefangene flohen und wurden auf der Flucht erschossen. Leslie kam zunächst auf einem Bauernhof unter. Er wurde jedoch von Bewaffneten aus einem nahen Lager der Hitlerjugend angeschossen und am Hals getroffen.
Schließlich wurde Leslie am 30. April 1945 von US-Truppen in der Nähe des Tutzinger Bahnhofs befreit. Anfang Mai wurde er in einem Militärlazarett von einem deutschen Militärarzt operiert. In einem Lager für displaced persons bei Feldafing (nur dort konnte er wegen Typhus behandelt werden) konnte Leslie sich körperlich erholen.
Dort erreichte ihn ein Brief seines Onkels, der ihn aufforderte, in die USA zu kommen. Im Spätsommer 1945 kehrte er zunächst in seine ungarische Heimat zurück, die von sowjetischen Truppen besetzt war. Er entschloss sich sehr bald, zu seinen Verwandten in die USA zu reisen. Er ging zurück nach Deutschland und hielt sich zunächst im Lager Föhrenwald auf. Am 27. Juli 1946 nahm er einen Zug von München nach Bremen und ging an Bord eines Schiffes mit Ziel New York City.
1951 heiratete er Jeannine Schwartz. Sechs Jahre später kam ihr einziger Sohn Garry zur Welt. Seinen Lebensunterhalt verdiente Leslie Schwartz zunächst als Angestellter einer Versicherung und nach 1972 als Manager einer eigenen Druckerei in New York. Tony Curtis alias Bernhard Schwartz war sein Cousin.
Später heiratete Leslie ein zweites Mal; seine Frau Annette stammt aus Münster. Seit 1984 lebte das Ehepaar Schwartz vom Frühjahr bis Herbst in Münster-Kinderhaus. Die übrige Zeit des Jahres verbrachten die beiden in New York City oder in Florida.
Seit dem Erscheinen seiner Erinnerungen (2007 auf Dänisch, 2010 auf Deutsch und 2013 auf Englisch) machte er Lesungen, hielt Vorträge und suchte das Gespräch vor allem mit jungen Menschen. Hierzu hatte ihn Max Mannheimer ermuntert, der ihn aus ihrer gemeinsamen Zeit im KZ Dachau kannte.
Leslie Schwartz starb am 12. Mai 2020 in Miami.

## Ehrungen
- 2013: Verleihung des Bundesverdienstkreuzes am Bande[2][3]

## Veröffentlichungen
- At overleve helvede - En af de sidste overlevende fra Auschwitz. 2007, ISBN 978-8-756-78073-5
- Durch die Hölle von Auschwitz und Dachau. Ein Junge erkämpft sein Überleben. Lit Verlag 2010
- Surviving the Hell of Auschwitz and Dachau: A Teenage Struggle Toward Freedom From Hatred, Lit Verlag 2013, ISBN 978-3-643-90368-6

## Filme
- Beatrice Sonhüter: "Der Mühldorfer Todeszug – Begegnungen gegen das Vergessen" Dokumentarfilm des BR 2012
- Walter Steffen: "Endstation Seeshaupt", Dokumentarfilm 2010